# Calendario florentino
El calendario florentino fue utilizado en Italia durante la Edad Media. En este sistema, el nuevo día comienza al atardecer. Cuando la referencia de un nacimiento dice, por ejemplo, "dos horas en el día", esto significa dos horas después de la puesta del sol. Esto significa que una fecha de nacimiento, como la del 12 de agosto, sería, por el cómputo moderno, 11 de agosto.
El año tampoco comenzaba el 1 de enero sino el 25 de marzo, por lo que algunas fechas tienen una aparente discrepancia de un año. Por ejemplo, una fecha de nacimiento del 10 de marzo de 1552 en cómputo florentino, se traduce al 10 de marzo de 1553 en cómputo moderno. Esto no era inusual; el año francés comenzaba el día de Pascua hasta 1564, el año en Venecia el 1 de marzo hasta el 1522, y el año inglés el 25 de marzo hasta el 1752. Italia fue uno de los pocos países que se adaptó inmediatamente del calendario juliano al gregoriano: el 4 de octubre de 1582 fue seguido por el 15 de octubre de 1582 (gregoriano).
El calendario florentino iba a la par con el calendario celta y el hebreo: los días célticos comenzaban también al caer el sol: se mantienen los cumpleaños y los inicios de los meses y años en un orden tal que el día sigue a la noche, como su adversario Julio César observó en su obra De bello Gallico.